# چنارمحمودی
چنارمحمودی، روستایی از توابع بخش مرکزی شهرستان لردگان در استان چهارمحال و بختیاری ایران است.

## جمعیت
این روستا در دهستان ریگ قرار دارد و براساس سرشماری مرکز آمار ایران در سال ۱۳۸۵، جمعیت آن ۱٬۳۲۹ نفر (۲۶۳خانوار) بوده‌است.

## شیوع ویروس اچ‌آی‌وی
عده‌ای از اهالی این روستا در ۱۰ مهر ۱۳۹۸ در اعتراض به شیوع ویروس ایدز جلوی ساختمان مرکز بهداشت و فرمانداری لردگان تجمع کردند و شیشه‌های ساختمان شبکه بهداشت روستا را شکستند. به عقیدهٔ آن‌ها آن‌ها این ویروس به عمد و توسط افراد ناشناس به بهانهٔ تست قندخون و با استفاده از سرنگ‌های آلوده منتشر شده‌است. قربانی، عضو کمیسیون بهداشت و درمان مجلس، ضمن تأیید ابتلاء حدود 162نفر، انتقال ویروس اچ‌آی‌وی به وسیلهٔ تست قند خون را رد کرد. سعید نمکی، وزیر بهداشت نیز کانون آلودگی را معتادان تزریقی و افرادی با روابط نامطلوب شناخته شده اعلام کرد.